# Norbert Rühl
Norbert Rühl (* 17. Mai 1955 in Binau) ist ein deutscher Sportbuchautor, Pädagoge, Dozent, ehemaliger Leistungssportler und Judo-Bundesligatrainer und bis 2009 Leiter „Projektbüro Wirtschaft, Kongress, Medien und Organisation“ im Regierungspräsidium Stuttgart. Von 2009 bis 2011 war er Referent im Referat 74.

## Werdegang
Rühl studierte von 1976 bis 1981 Sport und Deutsch an der Pädagogischen Hochschule Heidelberg. Von 1987 bis 1991 absolvierte er ein Weiterbildungsstudium an der Trainerakademie der Sporthochschule Köln. Seit 1992 ist Rühl als Referent im Landesinstitut für Schulsport in den Bereichen Konditions- und Haltungsschulung, Gesundheitserziehung, Bewegte Schule, Das Fitness-Studio in der Schule, Fit im Schulalltag, Kämpfen und Selbstverteidigung und Selbstbehauptung für Mädchen tätig. Des Weiteren ist er seit 1993 Fortbildungsleiter auf Ebene des Staatlichen Schulamtes sowie des Oberschulamtes (Regierungspräsidium) in verschiedenen Bundesländern tätig und Referent der sportwissenschaftlichen Gesellschaft in Graz beim Int. Schulsportkongress (im zweijährigen Rhythmus von 1993 bis 2001). Zwischen 1998 und 2001 hatte er einen Lehrauftrag am Institut für Sport und Sportwissenschaft der Ruprecht-Karls-Universität Heidelberg zum Thema „Interdisziplinäre Konditions-, Koordinations- und Haltungsschulung“. 1987 begann Rühl mit der Entwicklung eines alternativen Schulsport- und Bewegungskonzeptes. Seit 1998 wurde dieses Konzept als offizielles Modellprojekt „Schule 2000 – Gesundheit und Bewegung“ an der Hermann-Greiner-Realschule in Neckarsulm (Baden-Württemberg) umgesetzt. Seit 1996 führt er in diesem Zusammenhang („Fitness-Tag“) Fortbildungen auf nationaler Ebene durch. Im Jahr 2000 fand in Neckarsulm die Vorstellung des Projekts „Schule 2000 – Gesundheit und Bewegung“ im Rahmen des Internationalen Schulkongresses statt. 2002 wurde das Konzept „Aktionsraum Schule – Sport und Gesundheit“ in Karlsruhe im Rahmen der Bodylife vorgestellt. 2006 präsentierte Rühl das Konzept „Fit for every day life – fitness and concentration in the classroom“ beim Internationalen Kongress in Neu-Delhi (Indien) im Auftrag des Regierungspräsidiums Stuttgart.
Im Rahmen seiner Tätigkeit im Regierungspräsidium Stuttgart leitete Rühl das Projektbüro „Kongresse, Wirtschaft, Medien“, das eine Reihe von Bildungskongressen initiierte bzw. organisierte („Erfolgreiche Schule mit starken Partnern“, Stuttgart 2005; „Hauptschulmesse“, Ludwigsburg 2006; „Werte – Wertschätzung – Interkulturelle Kompetenz“, Ulm 2006; „Bildung gelingt – Junge Menschen zum Erfolg führen“, 2009). Weiter war er Mitinitiator der „Bildungspartnerschaft Baden-Württemberg – Indien“.

## Engagement im außerschulischen Bereich
Rühl ist Mitbegründer (Gründung Abteilung 1971, Gründung eigenständiger Verein 1983) und seit 1986 Vorsitzender des 1. Angelbachtaler Judo-Club e. V., einem rund 450 Mitglieder starken Verein, der 1989 in die 2. Bundesliga aufstieg und sich dort vier Jahre behaupten konnte. Rühl war bis 1986 als Leistungssportler aktiv, Mitglied der Deutschen Judo-Nationalmannschaft, langjähriger Bundesligakämpfer (u. a. für den VfL Wolfsburg) und mehrfacher Deutscher Vizemeister, Internationaler Deutscher Meister sowie Deutscher Hochschulmeister im Halbschwergewicht.

## Ehrungen
1998 wurde Rühl der 6. Dan-Grad (rot-weißer Gürtel, Judo) vom Deutschen Judo-Bund verliehen. 2001 erhielt er die Ehrennadel des Landes Baden-Württemberg für ehrenamtliches Engagement und besondere sportliche Leistungen. Weitere Auszeichnungen sind die Goldene Ehrennadel des Badischen Judoverbandes (2007) sowie die Goldene Ehrennadel des Badischen Sportbundes (2008).

## Veröffentlichungen
- Muskeltraining 2000 (1992)[4]
- Die Schule bewegt sich (1993)
- Das Multi-Konzept (seit 1994)
- Das Multi-Konzept: Grundlagen[5]
- Das Multi-Konzept: Praxisbeispiele[6]
- Das Multi-Konzept: Aufwärmen[7]
- Das Multi-Konzept: Das Fitness-Studio in der Schule[8]
- Das Multi-Konzept: Testen[9]
- Das Multi-Konzept: Multi-Zirkel Handbuch[2]
- Das Multi-Konzept: Multi-Media-Collection (2011)[10]